# Hemerocoetes pauciradiatus
Hemerocoetes pauciradiatus és una espècie de peix de la família dels percòfids i de l'ordre dels perciformes.

## Descripció
Es diferencia d'Hemerocoetes macrophthalmus per tindre els ulls més petits, l'espai interorbitari més ample, 36 radis a l'aleta dorsal i 32 a l'anal. Barbeta a l'extrem del musell. Els mascles madurs presenten el tercer radi ramificat de l'aleta caudal allargat.

## Alimentació
El seu nivell tròfic és de 3.

## Hàbitat i distribució geogràfica
És un peix marí, demersal (entre 29 i 238 m de fondària) i de clima temperat, el qual viu al Pacífic sud-occidental: Nova Zelanda (el sud de l'illa del Sud i les illes Chatham).

## Observacions
És inofensiu per als humans i el seu índex de vulnerabilitat és moderat (36 de 100).